# Coup du tranchant de la main
Un coup du tranchant de la main (knifehand strike en anglais et shutō-uchi en japonais) est un coup porté par le côté de la main opposé au pouce, de l'auriculaire au poignet. Dans les arts martiaux, ce coup est le plus souvent exécuté contre les muscles mastoïdes du cou, la jugulaire, la gorge, les clavicules, la 3e vertèbre cervicale, le haut du bras, le poignet, le coude et le genou.